# Ипсилон Водолея
Ипсилон Водолея (υ Водолея, Upsilon Aquarii, υ Aquarii, сокращ. Ups Aqr, υ Aqr) — двойная звезда  в зодиакальном созвездии Водолей. Ипсилон Водолея имеет видимую звёздную величину +5.21m, и, согласно шкале Бортля, видна невооружённым глазом даже на засвеченном пригородном небе (англ. Bright suburban sky).
Из измерений параллакса, полученных во время миссии Hipparcos, известно, что звезда удалена примерно на 74,0 св. лет (22,7 пк) от Земли. Звезда наблюдается южнее 70° с. ш., то есть видна южнее о. Вайгач, п-ва. Ямал, о. Айон и южнее о. Диско, то есть видна практически на всей территории обитаемой Земли, за исключением приполярных областей Арктики.. Лучшее время для наблюдения — август.
Средняя пространственная скорость Ипсилон Водолея имеет компоненты (U, V, W)=( -15.8, -21.1, -11.4) , что означает U=−15,8 км/с (движется по направлению от галактического центра), V=−21,1 км/с (движется против направлении галактического вращения) и W=−11,4 км/с (движется в направлении галактического южного полюса). 
Ипсилон Водолея движется довольно медленно относительно Солнца: её радиальная гелиоцентрическая скорость равна −2 км/с, что составляет 20% от  скорости местных звёзд Галактического диска, а также это значит, что звезда приближается к Солнцу. Звезда  приблизится к Солнцу на расстояние 73,3 св. лет через 99 000 лет, когда она увеличит свою яркость на 0,01m до величины 5,2m. По небосводу звезда движется на юго-восток.

## Имя звезды
Ипсилон Водолея (латинизированный вариант лат. Upsilon Aquarii) является обозначениями Байера, данные звёздам в 1603 году. Хотя звезды и имеет обозначение  υ (Ипсилон — 20 -я буква греческого алфавита), однако сами звезды — 43-я по яркости в созвездии.
59 Водолея (латинизированный вариант лат. 59 Aquarii) является обозначением Флемстида. 

## Свойства Ипсилон Водолея
Ипсилон Водолея — карликовая звезда спектрального класса F5V, также это указывает на то, что водород в ядре звезды служит ядерным «топливом», то есть звезда находится на главной последовательности.
В связи с небольшим расстоянием до звезды её радиус может быть измерен непосредственно, и первая такая попытка была сделана в 1972 году. Данные об этом измерении приведены в таблице:
| Имя звезды      | Год  | m    | Спектр | D (mas) | Rабс ({\displaystyle R_{\bigodot }}) | Комм.  |
| Ипсилон Водолея | 1972 | 5.20 | F3V    | 0,58    | 1,6                                  | [ 14 ] |
| Вулли 9789      | 1983 | 5.17 | F3V    | —       | 1,1                                  | [ 15 ] |
| Ипсилон Водолея | 1984 | 5.19 | F3V    | 0,45    | 1,1                                  | [ 16 ] |

Её радиус в настоящее время оценивается в 1,49 {\displaystyle R_{\bigodot }}, то есть измерение 1972 года было наиболее адекватным, хотя и завысило реальный радиус на 7%. Звезда имеет поверхностную гравитацию 4,11 СГС или 129 м/с2, то есть составляет 47% от солнечного значения(274,0 м/с2).
Масса звезды напрямую не измерена, но зная радиус звезды и поверхностную гравитацию, можно вычислить, что масса звезды равна 1,06 {\displaystyle M_{\bigodot }}, а это значит, сто звезда родилась как карлик спектрального класса F9V, но в процессе эволюции её радиус расширился, а температура упала. Звезда излучает энергию со своей внешней атмосферы при эффективной температуре около 6513,5 К, что придаёт ей характерный жёлто-белый цвет. Её светимость равна 3,581 {\displaystyle L_{\bigodot }}{.  Для того, чтобы планета, аналогичная нашей Земле, получала бы примерно столько же энергии, сколько она получает от Солнца, её надо было бы поместить на расстоянии 1,89 а. е., то есть во внутреннюю часть пояса астероидов. Причём с такого расстояния Ипсилон Водолея выглядела бы на 16 % меньше нашего Солнца, каким мы его видим с Земли — 0,42° (угловой диаметр нашего Солнца — 0,5°).
Звезды, имеющие планеты, имеют тенденцию иметь большую металличность по сравнению Солнцем, однако Ипсилон Водолея имеет значение металличности равное −0,04, то есть 91% от солнечного значения, что позволяет предположить, что звезда «пришла» из других областей Галактики, где было не очень много металлов, и рождено в молекулярном облаке благодаря менее плотному звёздному населению и меньшему количеству сверхновых звёзд. 
Ипсилон Водолея вращается со скоростью, как минимум, в 17,5 раз больше солнечной и равной 34,9 км/с, что даёт период вращения звезды, по крайней мере, — 2,22 дней. 

### Субзвёздный компаньон
В 2007 году у звезды был обнаружен спутник в обсерватории Джемини, с помощью адаптивной оптики в ближней инфракрасной области, которая предназначена для поиска гигантских планет и коричневых карликов вокруг близких молодых звёзд. У Ипсилон Водолея был обнаружен субзвёздный компаньон при позиционном угле 215.2° на угловое расстояние 12,85 секунд дуги с видимой звёздной величиной 14,91m, по-видимому, коричневый карлик.

## Ближайшее окружение звезды
Следующие звёздные системы находятся на расстоянии в пределах 20 световых лет от звезды Ипсилон Водолея (включены только: самая близкая звезда, самые яркие (<6,5m) и примечательные звёзды). Их спектральные классы приведены на фоне цвета этих классов (эти цвета взяты из названий спектральных типов и не соответствуют наблюдаемым цветам звёзд):
| Звезда     | Спектральный класс | Расстояние, св. лет |
| 53 Водолея | G2V+G3V            | 10.20               |
| HK Водолея | M0Ve               | 12.49               |
| 94 Водолея | G8.5IV             | 17.14               |
| HD 210277  | G0V                | 18.72               |

Рядом со звездой, на расстоянии 20 световых лет, есть ещё порядка 10 красных, оранжевых карликов и жёлтых карликов спектрального класса G, K и M, а также 1 белый карлик, которые в список не попали.